# Yaracuy

Yaracuy läge i Venezuela

Yaracuys flagga

Yaracuy är en av Venezuelas 23 delstater (estados), belägen i den nordöstra delen av landet. Den har en yta på 7 100  km² och en befolkning på 597 700 invånare (2007). Huvudstad är San Felipe. Delstaten skapades 1909.

## Kommuner
Delstatens kommuner (municipios) med centralort inom parentes.
1. Arístides Bastidas (San Pablo)
2. Bolívar (Aroa)
3. Bruzual (Chivacoa)
4. Cocorote (Cocorote)
5. Independencia (Independencia)
6. José Antonio Páez (Sabana de Parra)
7. La Trinidad (Boraure)
8. Manuel Monge (Yumare)
9. Nirgua (Nirgua)
10. Peña (Yaritagua)
11. San Felipe (San Felipe)
12. Sucre (Guama)
13. Urachiche (Urachiche)
14. Veroes (Farriar).

## Kända personer
- Melvin Mora, basebollspelare[1]